# Søstrene Grene
Søstrene Grene is een Deense winkelketen die in 1973 werd opgericht in Aarhus, Denemarken, door Inger Grene en Knud Cresten Vaupell Olsen. “De Zusters Grene” is de Nederlandse vertaling van “Søstrene Grene”. “Grene” is de familienaam van de oprichters. Het hoofdkantoor van het bedrijf bevindt zich in Aarhus, en is sinds april 2017 gevestigd in het Pakhusene in Aarhus Ø.
Hoewel er “Søstrene Grenes handelskompagnie” in het logo vermeld staat, wordt de keten enkel Søstrene Grene genoemd. 
Vandaag de dag is de zoon van de oprichters, Mikkel Grene, de CEO van de organisatie. Hij is samen met zijn broer Cresten Grene die werkt als Creative Director, mede-eigenaar van het familiebedrijf dat zij samen leiden.

## Concept
De winkels van Søstrene Grene zijn als een soort labyrint ingericht waar klassieke muziek wordt afgespeeld. Er worden Scandinavisch design, accessoires voor in huis, keukengerei, cadeautjes, schrijfgerei, meubels en vele andere producten verkocht.
Anna en Clara zijn reeds vanaf de oprichting in 1973 te zien op de uithangborden van de winkels en in het bedrijfslogo. De twee zussen zijn de hoofdrolspeelsters in alle Søstrene Grene verhalen. De karakters Anna en Clara zijn gebaseerd op de persoonlijkheden van de twee tantes van Inger Grene. Anna en Clara representeren gezamenlijk de waarden waar Søstrene Grene voor staat. Anna en Clara zijn dus niet de oprichters van Søstrene Grene.

## Winkels
De eerste Søstrene Grene winkel is in 1973 geopend op de eerste verdieping van de Søndergade 11 in Aarhus. De keten heeft zich vervolgens uitgebreid met winkels in Aalborg en Herning in 1989, en deze uitbreiding vervolgde zich in de jaren ’90 en ’00. In 2005 opende de keten in Reykjavik in IJsland, waarna de winkels in Stavanger, Noorwegen, en Malmö, Zweden in 2006 volgden.
Gedurende 2015 heeft het bedrijf twintig nieuwe winkels geopend in Denemarken. Søstrene Grene is aanwezig in verschillende landen, namelijk in: Denemarken, Noorwegen, Zweden, IJsland, Finland, Engeland, Ierland, Noord-Ierland, Nederland, Frankrijk, de Faeröer Eilanden, Duitsland, Zwitserland, Oostenrijk en België. 
In Nederland is de winkelketen gevestigd in de volgende steden: Arnhem, 's-Hertogenbosch, Nijmegen, Enschede, Breda, Tilburg, Maastricht, Utrecht, Amersfoort, Rotterdam, Amsterdam, Haarlem, Den Haag, Hoofddorp, Almere, Zwolle, Tilburg en Groningen. 